# Hialotequita
La hialotequita és un mineral de la classe dels silicats. Rep el seu nom del grec ύαλος, vidre, i τήκεσθαι, fondre, en al·lusió a la seva fàcil fusibilitat. Des de l'any 2016 dona nom i forma part del grup de la hialotequita.

## Característiques
La hialotequita és un ciclosilicat de fórmula química (Pb,Ba,K)₄(Ca,Y)₂(B,Be)₂(Si,B)₂Si₈O28(F,Cl). Cristal·litza en el sistema triclínic. La seva duresa a l'escala de Mohs és 5,5. És una espècie isostructural amb la kapitsaïta-(Y).
Segons la classificació de Nickel-Strunz, la hialotequita pertany a «09.CH - Ciclosilicats amb dobles enllaços de 4[Si₄O₁₂]8-» juntament amb els següents minerals: kapitsaïta-(Y), iraqita-(La), steacyita, turkestanita i arapovita.

## Formació i jaciments
Es troba en skarns de manganès d'alta temperatura. Va ser descoberta l'any 1877 a Långban, Filipstad (Värmland, Suècia), on sol trobar-se associada a la barita. També ha estat descrita a Artillery Peak (Arizona, Estats Units) i a la glacera Darai-Pioz (Region of Republican Subordination, Tadjikistan).

## Grup de la hialotequita
El grup de la hialotequita és un grup de minerals establert l'any 2016 que integra quatre espècies minerals: la hialotequita, la itsiïta, la kapitsaïta-(Y) i la khvorovita.
| \| Espècie \| Fórmula \| \| -------------- \| ------------------------------------------- \| \| Hialotequita \| (Pb,Ba,K)₄(Ca,Y)₂(B,Be)₂(Si,B)₂Si₈O28(F,Cl) \| \| Itsiïta \| Ba₂Ca(BSi₂O₇)₂ \| \| Kapitsaïta-(Y) \| (Ba,K,Pb)₄(Y,Ca)₂Si₈(B,Si)₄O28F \| \| Khvorovita \| (Pb,Ba,K)₄Ca₂[Si₈B₂(Si,B)₂O28]F \| A Wikimedia Commons hi ha contingut multimèdia relatiu a: Hialotequita 1. 2. |                                             |
| Espècie | Fórmula                                     |
| Hialotequita | (Pb,Ba,K)₄(Ca,Y)₂(B,Be)₂(Si,B)₂Si₈O28(F,Cl) |
| Itsiïta | Ba₂Ca(BSi₂O₇)₂                              |
| Kapitsaïta-(Y) | (Ba,K,Pb)₄(Y,Ca)₂Si₈(B,Si)₄O28F             |
| Khvorovita | (Pb,Ba,K)₄Ca₂[Si₈B₂(Si,B)₂O28]F             |